# Моріс Бедель
Моріс Бедель (фр. Maurice Bedel; 30 грудня 1883, Париж — 15 жовтня 1954) — французький романіст, есеїст і журналіст.
Доктор медицини, спеціалізувався у психіатрії. Опублікував свої перші вірші під псевдонімом Габріеля Сенліса: Le Cahier de Phane. 1927 року отримавав Гонкурівську премію за свій перший роман «Jérôme 60° latitude nord».
У 1948 році обраний головою Товариства французьких літераторів.